# ابوسعید بختیشوع
ابو سعید عبیداللّه بن جبریل بن بختیشوع در میافارقین، یا جزیره برآمد؛ دوست ابن بطلان؛ او یک پزشک بود از آخرین و احتمالاً شاخص‌ترین فرد خاندان بختیشوع، خانواده‌ای از پزشکان ایرانی که در ۷۶۵ میلادی از جندی‌شاپور به بغداد مهاجرت کردند. مهم‌ترین آثارش عبارت است از تذکرةالحاضر راجع به اصطلاحات فلسفی به کار رفته در پزشکی، و رساله‌ای در باب بیماری عشق (کتاب العشق مرضاً). او در سال  ۱۰۵۸ میلادی درگذشت.

## منبع
- سارتن، جرج. مقدمه بر تاریخ علم. ترجمهٔ غلامحسین صدری افشار. انتشارات علمی و فرهنگی.